# Natalia Sakowska
Natalia Sakowska (ur.: 27 lipca 1988) – polska brydżystka, z tytułami Arcymistrz (PZBS), World International Master (WBF) oraz European Master (EBL), sędzia okręgowy, zawodniczka drużyny AZS UW Technikum Gastronomiczne Warszawa.

## Wyniki brydżowe

### Rozgrywki krajowe
W rozgrywkach krajowych zdobywała następujące lokaty:
| Mistrzostwa Polski par | Mistrzostwa Polski par | Mistrzostwa Polski par | Mistrzostwa Polski par |
| Rok                    | Kategoria              | Partner                | Pozycja                |
| ---------------------- | ---------------------- | ---------------------- | ---------------------- |
| 2011                   | Open                   | Piotr Butryn           | 3                      |

### Olimpiady
Na olimpiadach uzyskała następujące rezultaty:
| Olimpiady brydżowe. Zawody teamów | Olimpiady brydżowe. Zawody teamów | Olimpiady brydżowe. Zawody teamów | Olimpiady brydżowe. Zawody teamów | Olimpiady brydżowe. Zawody teamów | Olimpiady brydżowe. Zawody teamów |
| Rok                               | Miejsce                           | Zawody                            | Kategoria                         | Drużyna                           | Pozycja                           |
| --------------------------------- | --------------------------------- | --------------------------------- | --------------------------------- | --------------------------------- | --------------------------------- |
| 2012                              | Lille                             | 2 Olimpiada Sportów Umysłowych    | Kobiety                           | Poland                            | 3                                 |

### Zawody światowe
W rozgrywkach światowych zanotowała następujące miejsca:
| Zawody Światowe. Konkurencja Teamów | Zawody Światowe. Konkurencja Teamów | Zawody Światowe. Konkurencja Teamów        | Zawody Światowe. Konkurencja Teamów | Zawody Światowe. Konkurencja Teamów | Zawody Światowe. Konkurencja Teamów |
| Rok                                 | Miejscowość                         | Zawody                                     | Kategoria                           | Team                                | Pozycja                             |
| ----------------------------------- | ----------------------------------- | ------------------------------------------ | ----------------------------------- | ----------------------------------- | ----------------------------------- |
| 2012                                | Taicang                             | 14. Drużynowe Mistrzostwa Świata Młodzieży | Dziewczęta                          | Poland                              | 1                                   |
| 2012                                | Reims                               | 6. Akademickie Brydżowe Mistrzostwa Świata | Open                                | Poland 2                            | 3                                   |
| 2010                                | Filadelfia                          | 13 Seria Mistrzostw Świata                 | Miksty                              | Very Mixed                          | 18                                  |
| 2010                                | Filadelfia                          | 13 Seria Mistrzostw Świata                 | Dziewczęta                          | Poland                              | 1                                   |
| 2008                                | Łódź                                | 4. Puchar Świata Teamów Akademickich       | Open                                | Poland B                            | 4                                   |

| Mistrzostwa Świata. Konkurencja par | Mistrzostwa Świata. Konkurencja par | Mistrzostwa Świata. Konkurencja par  | Mistrzostwa Świata. Konkurencja par | Mistrzostwa Świata. Konkurencja par | Mistrzostwa Świata. Konkurencja par |
| Rok                                 | Miejsce                             | Zawody                               | Kategoria                           | Partner                             | Pozycja                             |
| ----------------------------------- | ----------------------------------- | ------------------------------------ | ----------------------------------- | ----------------------------------- | ----------------------------------- |
| 2006                                | Pieszczany                          | 6 Młodzieżowe Mistrzostwa Świata Par | Młodzież Szkolna                    | Maria Zadrożna                      | 29                                  |

### Zawody europejskie
W rozgrywkach europejskich zanotowała następujące miejsca:
| Zawody Europejskie. Konkurencja Teamów | Zawody Europejskie. Konkurencja Teamów | Zawody Europejskie. Konkurencja Teamów        | Zawody Europejskie. Konkurencja Teamów | Zawody Europejskie. Konkurencja Teamów | Zawody Europejskie. Konkurencja Teamów |
| Rok                                    | Miejscowość                            | Zawody                                        | Kategoria                              | Team                                   | Pozycja                                |
| -------------------------------------- | -------------------------------------- | --------------------------------------------- | -------------------------------------- | -------------------------------------- | -------------------------------------- |
| 2012                                   | Dublin                                 | 51. Mistrzostwa Europy Teamów                 | Kobiety                                | Poland                                 | 5                                      |
| 2011                                   | Albena                                 | 23 Europejskie Młodzieżowe Mistrzostwa Teamów | Juniorzy                               | Poland                                 | 23                                     |
| 2009                                   | Abacja                                 | 1 Akademickie Mistrzostwa Europy              | Open                                   | WARSAW 1                               | 11                                     |
| 2009                                   | Brasov                                 | 22 Europejskie Młodzieżowe Mistrzostwa Teamów | Dziewczęta                             | Poland                                 | 1                                      |
| 2009                                   | San Remo                               | 4 Otwarte Mistrzostwa Europy                  | Open                                   | BBO Rita                               | 62                                     |
| 2007                                   | Jesolo                                 | 21 Europejskie Młodzieżowe Mistrzostwa Teamów | Dziewczęta                             | Poland                                 | 1                                      |

| Zawody europejskie. Konkurencja par | Zawody europejskie. Konkurencja par | Zawody europejskie. Konkurencja par        | Zawody europejskie. Konkurencja par | Zawody europejskie. Konkurencja par | Zawody europejskie. Konkurencja par |
| Rok                                 | Miejscowość                         | Zawody                                     | Kategoria                           | Partner                             | Pozycja                             |
| ----------------------------------- | ----------------------------------- | ------------------------------------------ | ----------------------------------- | ----------------------------------- | ----------------------------------- |
| 2012                                | Vejle                               | 11. Młodzieżowe Mistrzostwa Europy Par     | Dziewczęta                          | Danuta Kazmucha                     | 2                                   |
| 2012                                | Vejle                               | 11. Młodzieżowe Mistrzostwa Europy Par     | Miksty Młodzieżowe                  | Michał Klukowski                    | 8                                   |
| 2011                                | Abacja                              | 10 Młodzieżowe Europejskie Mistrzostwa Par | Juniorzy                            | Piotr Butryn                        | 21                                  |
| 2009                                | San Remo                            | 4 Otwarte Mistrzostwa Europy               | Miksty                              | Piotr Butryn                        | 16.                                 |
| 2008                                | Wrocław                             | 4 Europejskie Mistrzostwa Młodzieżowe      | Dziewczęta                          | Joanna Krawczyk                     | 1                                   |

## Klasyfikacje brydżowe
- Natalia Sakowska – klasyfikacja PZBS
- Natalia Sakowska – klasyfikacja EBL (ang.)
- Natalia Sakowska – klasyfikacja WBF (ang.)